# Ernie Lyons
Ernie Lyons (Kill, (County Kildare), 5 maart 1914 - 7 februari 2014) was een Iers motorcoureur.

## Carrière

### Vóór de oorlog
Zijn motorcarrière begin in 1932, toen hij een riemaangedreven Triumph aanschafte. Later kocht hij een AJS uit 1927 waarmee hij al kleine successen in lokale wegraces boekte. Hij was toen ook al een verdienstelijk trial- en endurorijder. Voor het seizoen van 1938 zocht hij een snellere motorfiets, liefst de moderne "Cammy" AJS met bovenliggende nokkenas. Die kostte echter 105 Pond, terwijl een Triumph Speed Twin slechts 75 Pond kostte. Die Triumph kon hij voor slechts 64 Pond aanschaffen, in onderdelen zonder elektrische componenten en uitlaten. Hij werd er tweede mee in de North West 200 van 1938. In dat jaar nam hij ook voor het eerst deel aan de Manx Grand Prix. Hij had al wat problemen in verschillende bochten gehad en in de derde ronde viel hij hard bij de Gooseneck. Hij hoopte op een beter resultaat in 1939, maar toen werd de Manx Grand Prix afgelast vanwege de Tweede Wereldoorlog. Hij won in dat jaar wel nog de North West 200.

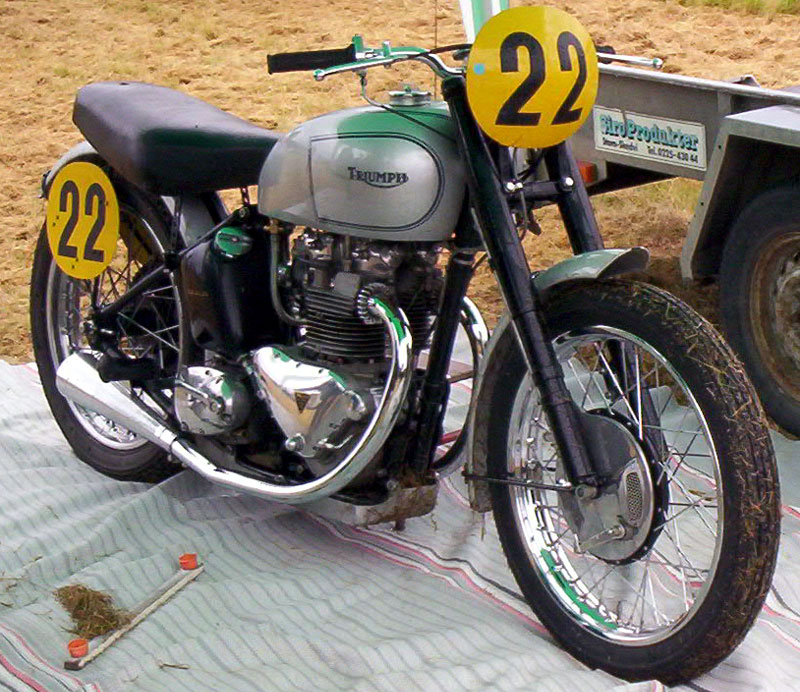
prototype van de Triumph T 100 GP

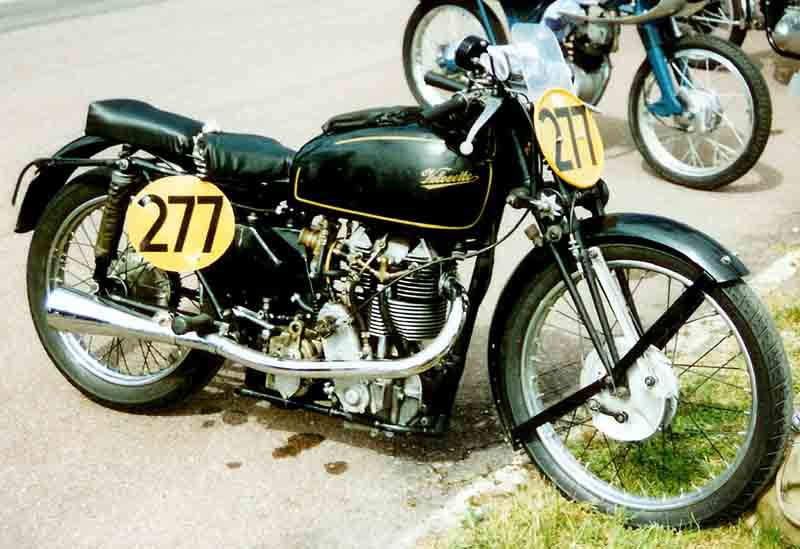
Velocette KTT Mk VIII

### Na de oorlog
De Manx Grand Prix werd al in 1946 opnieuw georganiseerd. Dat was vrij snel; de North West 200 en de Isle of Man TT kwamen pas in 1947 weer in beeld.  Er moest door de meeste coureurs nog op vooroorlogse machines gereden worden, maar bij Triumph had Freddie Clarke een door Edward Turner ontwikkelde generator omgebouwd om in een motorfiets te monteren. Deze was helemaal van aluminium gemaakt en eigenlijk bestemd voor montage in een bommenwerper. Bovendien had de machine van Lyons de "sprung hub", een zeer eenvoudig achterveersysteem. Deze eerste uitvoering van de Triumph T 100 GP had nog een zeer slecht frame, maar Lyons benaderde de framespecialisten Rex McCandless en Freddie Dixon, die het probleem grotendeels oplosten. Omdat er slecht weer voorspeld was startte Ernie Lyons met een groot "tourist" voorspatbord, waardoor zijn ontsteking droog bleef en hij de wedstrijd won, ondanks het feit dat het frame alsnog brak. Triumph, met name directeur Edward Turner, wilde niets weten van deelname aan races, maar de overwinning van Lyons in de Manx Grand Prix van 1946 dwong het merk tot het uitbrengen van een productiemachine, de Triumph T 100 Grand Prix, die in 1948 op de markt kwam. Lyons won in 1946 ook de Shelsley Walsh hill climb.

### Norton
Omdat Triumph bleef weigeren een officieel raceteam op te zetten, nam Ernie Lyons in 1947 een aanbod van Norton aan om een fabrieksteam te vormen samen met Harold Daniell, Ken Bills en Artie Bell. Bij de training van de Isle of Man TT viel Ernie Lyons opnieuw bij de Gooseneck en hij mocht van de artsen niet starten. Bij de Grand Prix van België was hij zeker van een overwinning in de 350cc klasse, maar al in de eerste ronde blies hij zijn motor op. In de 500cc klasse gebruikte hij de 350cc machine van Ken Bills, en daarmee werd hij achtste. Toch was het geen succesvol jaar voor Ernie Lyons. Hij haalde wel nog een tweede plaats in de Senior klasse van de Ulster Grand Prix achter Artie Bell. 

### Moto Guzzi en AJS
In 1948 reed Ernie Lyons in de Junior TT op een AJS 7R productieracer en in de Senior TT op een Moto Guzzi fabrieksracer. Zijn teamgenoot bij Moto Guzzi was Omobono Tenni. In de Senior TT werd de Gooseneck hem weer noodlottig, maar dit keer viel hij er niet. Hij kwam er tot stilstand nadat er een benzineleiding gebroken was. In de Senior TT maakte hij een geweldige start, maar al in de eerste ronde weigerden zijn  remmen bij de Bungalow waardoor hij hard crashte. 

### Velocette
In de winter van 1948-1949 prepareerde men bij Velocette acht 350- en twee 500cc versies van de KTT  met een dubbele bovenliggende nokkenas. Nigel Spring, een zakenman, zette een eigen team op en daarvoor kocht hij de beide 500cc modellen en twee van de 350cc racers. Als coureurs trok hij Freddie Frith en Ernie Lyons aan. Frith won de Junior TT van 1949 en Lyons werd tweede. In de Senior TT viel Frith uit, maar Ernie Lyons werd derde achter de Norton-coureurs Harold Daniell en Johnny Lockett. 
In 1950 reed Ernie Lyons nog steeds voor het team van Nigel Spring, met Reg Armstrong als teamgenoot. Zijn laatste race was de Ulster Grand Prix die erg onprettig verliep. Na een gevecht met Bill Lomas viel Lyons bij Tully Corner. Lomas beklaagde zich over het rijden van Ernie Lyons die besloot zijn carrière onmiddellijk te beëindigen.
Tot 1963 reed Ernie Lyons nog trialwedstrijden en terreinwedstrijden. Hij ging op een boerderij in County Kildare wonen, die toevallig naast de boerderij lag waar hij geboren was. Hij overleed in februari 2014 op 99-jarige leeftijd in een verpleeghuis in Kill, County Kildare.

### Wereldkampioenschap wegrace resultaten
| Jaar | Klasse | Team                   | Motorfiets                | 1     | 2     | 3     | 4     | 5       | 6     | Punten | Plaats | Wereldkampioen                           |
| ---- | ------ | ---------------------- | ------------------------- | ----- | ----- | ----- | ----- | ------- | ----- | ------ | ------ | ---------------------------------------- |
| 1949 | 350 cc | Nigel Spring-Velocette | Velocette KTT Mk VIII 350 | IOM 2 | ZWI - | NED - | BEL - | ULS DNF |       | 8      | 7e     | Freddie Frith, Velocette KTT Mk VIII 350 |
| 1949 | 500 cc | Nigel Spring-Velocette | Velocette KTT Mk VIII 500 | IOM 3 | ZWI - | NED - | BEL - | ULS DNF | NAT - | 7      | 8e     | Les Graham, AJS E90                      |

### Isle of Man resultaten
| Jaar       | Klasse    | Team                   | Motorfiets                  | Plaats |                                          | Winnaar |
| ---------- | --------- | ---------------------- | --------------------------- | ------ | ---------------------------------------- | ------- |
| MGP 1938   | Senior    | Privé                  | Triumph Speed Twin          | DNF    | Ken Bills, Norton CS1                    |         |
| MGP 1946   | Junior    | Privé                  | Velocette KTT Mk VIII 350   | 8e     | Ken Bills, Norton CJ1                    |         |
| MGP 1946   | Senior    | Triumph                | Triumph T 100 GP            | 1e     | Ernie Lyons, Triumph T 100 GP            |         |
| IOMTT 1947 | Junior TT | Norton                 | Norton CJ1                  | DNS    | Bob Foster, Velocette KTT Mk VIII        |         |
| IOMTT 1948 | Senior TT | Moto Guzzi             | Moto Guzzi Bicilindrica 500 | DNF    | Artie Bell, Norton 30M                   |         |
| IOMTT 1948 | Junior TT | Privé                  | AJS 7R                      | 16e    | Freddie Frith, Velocette KTT Mk VIII     |         |
| IOMTT 1949 | Senior TT | Nigel Spring-Velocette | Velocette KTT Mk VIII 500   | 3e     | Harold Daniell, Norton 30M               |         |
| IOMTT 1949 | Junior TT | Nigel Spring-Velocette | Velocette KTT Mk VIII 350   | 2e     | Freddie Frith, Velocette KTT Mk VIII 350 |         |